# Chỉ số quốc gia tốt

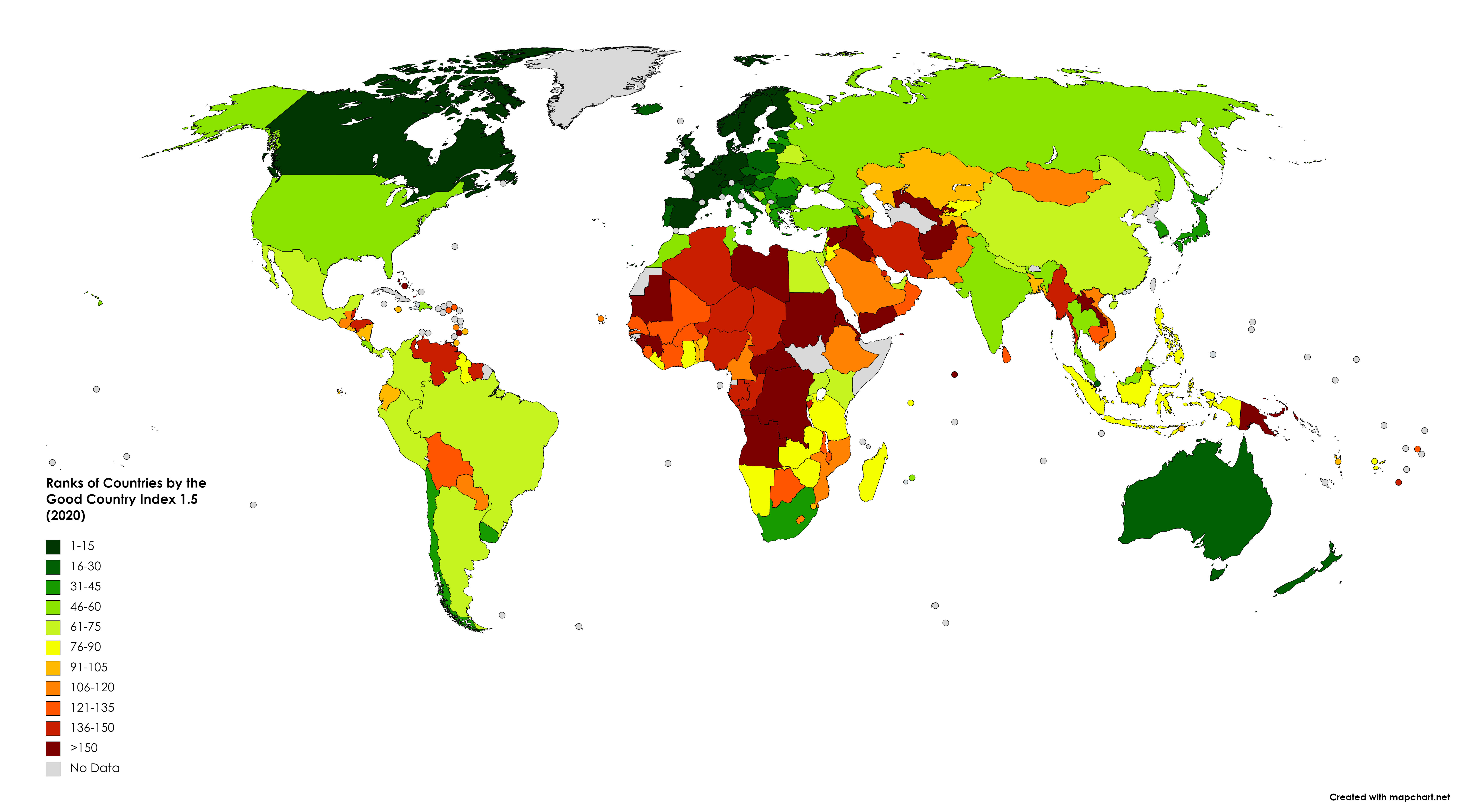
Xếp hạng các quốc gia theo Chỉ số quốc gia tốt 1.2 (2017)

Chỉ số quốc gia tốt (còn gọi là Chỉ số quốc gia tử tế, tiếng Anh: Good Country Index) đo lường việc các nước trong danh sách 163 quốc gia đóng góp cho nhân loại qua các chính sách và các lối cư xử.

## Mô tả
Chỉ số quốc gia tốt là tổng hợp thống kê của 35 dữ liệu mà đa số được cung cấp bởi Liên hiệp quốc. Những dữ liệu này kết hợp lại thành một lượng đo lường để mà sắp hạng tổng quát cũng như sắp hạng vào 7 thể loại như Khoa học và kỹ thuật, Văn hóa, Hòa bình và an ninh quốc tế, Trật tự thế giới, Địa cầu và khí hậu, Tài sản và công bằng, Sức khỏe và hạnh phúc.
Khái niệm và chỉ số được phát triển bởi Simon Anholt. Chỉ số này được hình thành bởi tiến sĩ Robert Govers với sự hỗ trợ từ nhiều tổ chức khác.

## Phương pháp
Mục đích của chỉ số là để đo lường những ảnh hưởng toàn cầu của các chính sách và các ứng xử quốc gia: các quốc gia góp phần gì vào các sản phẩm công cộng toàn cầu và họ đã lấy đi những gì. Chỉ số sử dụng 35 điểm dữ liệu, 5 trong mỗi 7 thể loại. Những dữ liệu này được cung cấp bởi Liên hiệp quốc, các cơ quan quốc tế khác, một số bởi các tổ chức phi chính phủ và các tổ chức khác.

### Thể loại và thước đo
(Các con số tính theo Tổng sản phẩm nội địa (GDP))
Khoa học, kỹ thuật và kiến thức
- Số sinh viên ngoại quốc học trong nước
- Số xuất cảng tạp chí, báo chí khoa học và báo chí
- Số các bài được đăng trên các tạp chí quốc tế
- Số người đoạt giải Nobel
- Số nộp đơn xin bằng phát minh quốc tế

Văn hóa
- Xuất khẩu các sản phẩm sáng tạo
- Xuất khẩu các dịch vụ sáng tạo
- Những công việc chưa hoàn tất tại UNESCO (thước đo tiêu cực)
- Con số quốc gia và lãnh thổ mà công dân có thể tới không cần xin giấy nhập cảnh
- Tự do báo chí (căn cứ trên chỉ số của Reporters without Borders và Freedom House như là thước đo tiêu cực)

Hòa bình và an ninh quốc tế
- Số quân đội giữ gìn hòa bình được gởi ra nước ngoài
- Những đóng góp về tài chính cho các nhiệm vụ giữ gìn hòa bình của UN chưa hoàn tất (thước đo tiêu cực)
- Con số người chết vì bạo động quốc tế có tổ chức
- Xuất khẩu vũ khí và đạn dược (thước đo tiêu cực)
- Điểm chỉ số an ninh mạng toàn cầu (thước đo tiêu cực)

Trật tự thế giới
- Phần trăm của dân số mà quyên góp cho các vấn đề từ thiện tiêu biểu cho tinh thần quốc tế
- Số người tị nạn được nhận
- Số người phải đi tị nạn (thước đo tiêu cực)
- Mức độ phát triển dân số (thước đo tiêu cực)
- Số hiệp ước ký kết, tiêu biểu cho hành động ngoại giao và giải quyết các xung đột một cách hòa bình

Địa cầu và Khí hậu
- Khu vực Hệ sinh thái Quốc gia có khả năng tự điều chỉnh (2009)
- Xuất khẩu chất thải nguy hại (chỉ 2008 và 2011 dữ liệu có sẵn, do đó dữ liệu năm 2011 được sử dụng như một thước đo tiêu cực)
- Phát thải ô nhiễm nước hữu cơ (2007 dữ liệu mới nhất là thước đo tiêu cực)
- Phát thải CO2 (thước đo tiêu cực)
- Phát thải Methane + nitơ oxit + khí nhà kính khác (HFC, PFC và SF6) (thước đo tiêu cực)

Thịnh vượng và bình đẳng
- Thương mại giữa các nước (thực hiện thương mại rộng mở so sánh với những thực hành tốt nhất)
- Số người giúp đỡ và tình nguyện gởi ra ngoại quốc
- Độ lớn thị trường thương mại công bằng
- Số tiền đầu tư trực tiếp ra nước ngoài
- Đóng góp hợp tác phát triển

Y tế và An sinh
- Số lượng lương thực viện trợ tương đương với số tấn lúa mì
- Xuất khẩu dược phẩm
- Các khoản đóng góp tự nguyện vượt qua số đóng góp cho Tổ chức Y tế thế giới
- Đóng góp viện trợ nhân đạo
- Số lượng ma túy tịch thu được (tương đương với kg cocain)

## Xếp hạng năm 2017 (Phiên bản 1.2)
| Thứ hạng | Quốc gia                    | Khoa học và Công nghệ | Văn hóa | Hòa bình và An ninh | Trật tự thế giới | Hành tinh và Khí hậu | Thịnh vượng và Bình đẳng | Sức khỏe và Phúc lợi |
| -------- | --------------------------- | --------------------- | ------- | ------------------- | ---------------- | -------------------- | ------------------------ | -------------------- |
| 1        | Hà Lan                      | 8                     | 2       | 27                  | 3                | 19                   | 4                        | 9                    |
| 2        | Thụy Sĩ                     | 11                    | 4       | 44                  | 10               | 2                    | 5                        | 6                    |
| 3        | Đan Mạch                    | 4                     | 6       | 64                  | 9                | 14                   | 2                        | 3                    |
| 4        | Phần Lan                    | 7                     | 13      | 52                  | 8                | 6                    | 9                        | 12                   |
| 5        | Đức                         | 21                    | 15      | 37                  | 2                | 18                   | 14                       | 7                    |
| 6        | Thụy Điển                   | 17                    | 5       | 67                  | 4                | 26                   | 3                        | 1                    |
| 7        | Ireland                     | 32                    | 8       | 50                  | 21               | 10                   | 1                        | 2                    |
| 8        | Anh Quốc                    | 5                     | 11      | 48                  | 12               | 11                   | 35                       | 4                    |
| 9        | Áo                          | 6                     | 7       | 65                  | 1                | 17                   | 13                       | 28                   |
| 10       | Na Uy                       | 49                    | 22      | 51                  | 7                | 5                    | 8                        | 5                    |
| 11       | Pháp                        | 24                    | 14      | 53                  | 16               | 3                    | 17                       | 23                   |
| 12       | Hungary                     | 3                     | 19      | 17                  | 43               | 32                   | 23                       | 33                   |
| 13       | Bỉ                          | 9                     | 1       | 109                 | 13               | 22                   | 7                        | 16                   |
| 14       | Canada                      | 29                    | 25      | 41                  | 11               | 39                   | 27                       | 8                    |
| 15       | Singapore                   | 26                    | 29      | 14                  | 30               | 21                   | 19                       | 49                   |
| 16       | Ý                           | 41                    | 26      | 55                  | 14               | 7                    | 36                       | 24                   |
| 17       | New Zealand                 | 12                    | 35      | 33                  | 19               | 27                   | 69                       | 17                   |
| 18       | Tây Ban Nha                 | 40                    | 30      | 71                  | 15               | 9                    | 34                       | 22                   |
| 19       | Luxembourg                  | 37                    | 10      | 100                 | 20               | 30                   | 56                       | 11                   |
| 20       | Síp                         | 31                    | 44      | 73                  | 17               | 4                    | 38                       | 59                   |
| 21       | Nhật Bản                    | 61                    | 45      | 18                  | 47               | 33                   | 47                       | 21                   |
| 22       | Bulgaria                    | 14                    | 39      | 69                  | 32               | 40                   | 39                       | 53                   |
| 23       | Úc                          | 20                    | 48      | 54                  | 6                | 50                   | 102                      | 13                   |
| 24       | Bồ Đào Nha                  | 39                    | 12      | 133                 | 28               | 23                   | 21                       | 39                   |
| 25       | Hoa Kỳ                      | 38                    | 67      | 72                  | 29               | 35                   | 62                       | 10                   |
| 26       | Hy Lạp                      | 27                    | 47      | 115                 | 31               | 15                   | 50                       | 29                   |
| 27       | Iceland                     | 15                    | 37      | 77                  | 42               | 1                    | 105                      | 41                   |
| 28       | Estonia                     | 36                    | 3       | 93                  | 72               | 57                   | 37                       | 27                   |
| 29       | Hàn Quốc                    | 44                    | 34      | 35                  | 33               | 98                   | 65                       | 19                   |
| 30       | Ba Lan                      | 23                    | 21      | 107                 | 24               | 34                   | 46                       | 79                   |
| 31       | Moldova                     | 47                    | 46      | 9                   | 64               | 73                   | 22                       | 87                   |
| 32       | Slovenia                    | 10                    | 16      | 160                 | 18               | 12                   | 77                       | 57                   |
| 33       | Malta                       | 62                    | 28      | 124                 | 5                | 20                   | 42                       | 76                   |
| 34       | Cộng hòa Séc                | 2                     | 9       | 98                  | 48               | 60                   | 98                       | 47                   |
| 35       | Chile                       | 74                    | 51      | 19                  | 26               | 43                   | 73                       | 91                   |
| 36       | Croatia                     | 33                    | 38      | 146                 | 58               | 13                   | 10                       | 83                   |
| 37       | Malaysia                    | 52                    | 41      | 34                  | 40               | 149                  | 19                       | 46                   |
| 38       | Thổ Nhĩ Kỳ                  | 55                    | 75      | 78                  | 39               | 51                   | 40                       | 44                   |
| 39       | Costa Rica                  | 76                    | 32      | 16                  | 22               | 46                   | 82                       | 110                  |
| 40       | România                     | 30                    | 31      | 58                  | 36               | 37                   | 81                       | 112                  |
| 41       | Latvia                      | 13                    | 17      | 104                 | 70               | 42                   | 80                       | 70                   |
| 42       | Litva                       | 18                    | 23      | 99                  | 56               | 16                   | 124                      | 64                   |
| 43       | Mauritius                   | 83                    | 27      | 56                  | 34               | 78                   | 25                       | 126                  |
| 44       | Maroc                       | 45                    | 85      | 10                  | 114              | 79                   | 43                       | 58                   |
| 45       | Serbia                      | 28                    | 33      | 84                  | 45               | 132                  | 6                        | 106                  |
| 46       | Bắc Macedonia               | 19                    | 55      | 135                 | 54               | 65                   | 74                       | 34                   |
| 47       | Nam Phi                     | 25                    | 65      | 2                   | 25               | 150                  | 114                      | 56                   |
| 48       | Slovakia                    | 42                    | 20      | 113                 | 52               | 24                   | 142                      | 52                   |
| 49       | Uruguay                     | 135                   | 59      | 6                   | 37               | 8                    | 135                      | 80                   |
| 50       | Barbados                    | 35                    | 18      | 126                 | 103              | 54                   | 32                       | 103                  |
| 51       | Philippines                 | 146                   | 58      | 47                  | 61               | 56                   | 12                       | 94                   |
| 52       | Jordan                      | 65                    | 91      | 31                  | 111              | 137                  | 24                       | 18                   |
| 53       | Israel                      | 34                    | 63      | 123                 | 84               | 25                   | 99                       | 51                   |
| 54       | Ukraina                     | 1                     | 62      | 108                 | 57               | 128                  | 72                       | 55                   |
| 55       | Thái Lan                    | 107                   | 54      | 21                  | 23               | 138                  | 109                      | 37                   |
| 56       | Tunisia                     | 72                    | 93      | 3                   | 107              | 69                   | 70                       | 92                   |
| 57       | Gruzia                      | 86                    | 109     | 79                  | 101              | 55                   | 11                       | 66                   |
| 58       | UAE                         | 84                    | 53      | 147                 | 53               | 115                  | 49                       | 14                   |
| 59       | Ấn Độ                       | 67                    | 57      | 32                  | 89               | 97                   | 149                      | 35                   |
| 60       | Qatar                       | 145                   | 114     | 36                  | 94               | 62                   | 61                       | 25                   |
| 61       | Bosna và Hercegovina        | 16                    | 69      | 149                 | 35               | 135                  | 45                       | 95                   |
| 62       | Liban                       | 68                    | 66      | 153                 | 76               | 89                   | 31                       | 63                   |
| 63       | Kenya                       | 59                    | 83      | 63                  | 44               | 63                   | 130                      | 114                  |
| 64       | Fiji                        | 50                    | 81      | 76                  | 161              | 109                  | 44                       | 36                   |
| 65       | Nga                         | 53                    | 101     | 82                  | 97               | 67                   | 116                      | 43                   |
| 66       | Guatemala                   | 119                   | 83      | 23                  | 71               | 113                  | 78                       | 77                   |
| 67       | Sri Lanka                   | 117                   | 141     | 26                  | 78               | 72                   | 52                       | 78                   |
| 68       | Oman                        | 123                   | 126     | 11                  | 119              | 86                   | 75                       | 26                   |
| 69       | Albania                     | 105                   | 78      | 80                  | 74               | 83                   | 15                       | 138                  |
| 70       | Panama                      | 99                    | 117     | 110                 | 27               | 99                   | 68                       | 54                   |
| 71       | Montenegro                  | 48                    | 61      | 128                 | 41               | 91                   | 71                       | 134                  |
| 72       | Nicaragua                   | 110                   | 100     | 96                  | 87               | 140                  | 20                       | 30                   |
| 73       | Ai Cập                      | 60                    | 123     | 4                   | 120              | 70                   | 134                      | 73                   |
| 74       | México                      | 95                    | 64      | 85                  | 99               | 90                   | 108                      | 48                   |
| 75       | Armenia                     | 56                    | 103     | 136                 | 104              | 108                  | 48                       | 31                   |
| 76       | Trung Quốc                  | 70                    | 111     | 40                  | 109              | 96                   | 113                      | 48                   |
| 77       | Uganda                      | 82                    | 107     | 90                  | 63               | 71                   | 87                       | 90                   |
| 78       | Belarus                     | 46                    | 95      | 132                 | 92               | 75                   | 84                       | 67                   |
| 79       | Samoa                       | 64                    | 60      | 1                   | 130              | 45                   | 145                      | 146                  |
| 80       | Brasil                      | 109                   | 119     | 61                  | 50               | 53                   | 162                      | 40                   |
| 81       | Ecuador                     | 139                   | 106     | 24                  | 80               | 94                   | 110                      | 50                   |
| 82       | Argentina                   | 75                    | 119     | 39                  | 49               | 112                  | 100                      | 122                  |
| 83       | Đông Timor                  | 73                    | 133     | 49                  | 102              | 120                  | 29                       | 105                  |
| 84       | Cộng hòa Dominica           | 122                   | 125     | 129                 | 51               | 31                   | 76                       | 81                   |
| 85       | Kuwait                      | 127                   | 110     | 140                 | 81               | 66                   | 83                       | 20                   |
| 86       | Burkina Faso                | 92                    | 124     | 46                  | 66               | 148                  | 30                       | 125                  |
| 87       | Colombia                    | 78                    | 118     | 15                  | 121              | 88                   | 119                      | 98                   |
| 88       | Namibia                     | 66                    | 42      | 89                  | 106              | 103                  | 136                      | 96                   |
| 89       | Azerbaijan                  | 129                   | 139     | 42                  | 132              | 29                   | 86                       | 89                   |
| 90       | Kyrgyzstan                  | 80                    | 76      | 121                 | 66               | 159                  | 60                       | 86                   |
| 91       | Grenada                     | 22                    | 50      | 62                  | 152              | 77                   | 155                      | 133                  |
| 92       | Brunei                      | 125                   | 79      | 8                   | 163              | 49                   | 158                      | 68                   |
| 93       | Sénégal                     | 69                    | 87      | 43                  | 100              | 139                  | 59                       | 160                  |
| 94       | Seychelles                  | 89                    | 49      | 150                 | 60               | 100                  | 101                      | 120                  |
| 95       | Perú                        | 102                   | 90      | 97                  | 95               | 80                   | 96                       | 113                  |
| 96       | Dominica                    | 51                    | 73      | 137                 | 116              | 81                   | 104                      | 111                  |
| 97       | Mông Cổ                     | 131                   | 96      | 28                  | 141              | 118                  | 33                       | 130                  |
| 98       | Cameroon                    | 101                   | 144     | 13                  | 90               | 105                  | 150                      | 74                   |
| 99       | Bolivia                     | 161                   | 98      | 45                  | 46               | 136                  | 106                      | 85                   |
| 100      | Indonesia                   | 160                   | 88      | 7                   | 62               | 144                  | 133                      | 84                   |
| 101      | Zambia                      | 154                   | 149     | 57                  | 55               | 64                   | 121                      | 82                   |
| 102      | Rwanda                      | 118                   | 161     | 29                  | 144              | 36                   | 54                       | 141                  |
| 103      | Togo                        | 111                   | 117     | 38                  | 133              | 161                  | 16                       | 148                  |
| 104      | Ghana                       | 63                    | 104     | 66                  | 93               | 121                  | 107                      | 139                  |
| 105      | Tanzania                    | 156                   | 121     | 12                  | 85               | 76                   | 143                      | 101                  |
| 106      | Ả Rập Xê Út                 | 81                    | 136     | 141                 | 117              | 122                  | 85                       | 15                   |
| 107      | Bangladesh                  | 130                   | 130     | 87                  | 59               | 130                  | 132                      | 32                   |
| 108      | Kazakhstan                  | 116                   | 131     | 20                  | 110              | 123                  | 131                      | 72                   |
| 109      | El Salvador                 | 121                   | 99      | 134                 | 147              | 102                  | 58                       | 42                   |
| 110      | Trinidad và Tobago          | 93                    | 71      | 116                 | 136              | 111                  | 28                       | 152                  |
| 111      | Quần đảo Marshall           | 43                    | 40      | 162                 | 149              | 129                  | 41                       | 144                  |
| 112      | Eswatini                    | 104                   | 112     | 156                 | 125              | 47                   | 55                       | 117                  |
| 113      | Jamaica                     | 77                    | 86      | 74                  | 86               | 101                  | 146                      | 147                  |
| 114      | Zimbabwe                    | 98                    | 112     | 70                  | 151              | 145                  | 26                       | 107                  |
| 115      | Algérie                     | 113                   | 138     | 22                  | 79               | 48                   | 160                      | 159                  |
| 116      | Antigua và Barbuda          | 91                    | 74      | 103                 | 131              | 68                   | 139                      | 124                  |
| 117      | Cabo Verde                  | 103                   | 84      | 138                 | 108              | 28                   | 115                      | 154                  |
| 118      | Botswana                    | 133                   | 72      | 112                 | 75               | 110                  | 90                       | 145                  |
| 119      | Malawi                      | 94                    | 142     | 60                  | 69               | 146                  | 111                      | 116                  |
| 120      | Madagascar                  | 106                   | 97      | 25                  | 126              | 153                  | 103                      | 136                  |
| 121      | Bahamas                     | 114                   | 52      | 94                  | 148              | 59                   | 127                      | 155                  |
| 122      | Honduras                    | 136                   | 120     | 88                  | 122              | 158                  | 64                       | 62                   |
| 123      | Pakistan                    | 88                    | 150     | 92                  | 129              | 134                  | 123                      | 38                   |
| 124      | Paraguay                    | 155                   | 140     | 30                  | 82               | 127                  | 154                      | 69                   |
| 125      | Saint Vincent và Grenadines | 97                    | 43      | 142                 | 124              | 38                   | 144                      | 162                  |
| 126      | Nigeria                     | 142                   | 146     | 5                   | 137              | 61                   | 122                      | 150                  |
| 127      | Lesotho                     | 148                   | 108     | 102                 | 118              | 124                  | 67                       | 100                  |
| 128      | Việt Nam                    | 128                   | 102     | 59                  | 158              | 141                  | 88                       | 99                   |
| 129      | Saint Lucia                 | 54                    | 24      | 139                 | 157              | 126                  | 125                      | 151                  |
| 130      | Burundi                     | 71                    | 160     | 125                 | 150              | 107                  | 92                       | 74                   |
| 131      | Iran                        | 90                    | 157     | 83                  | 68               | 117                  | 148                      | 118                  |
| 132      | Guinée                      | 96                    | 132     | 122                 | 123              | 156                  | 94                       | 60                   |
| 133      | Liberia                     | 79                    | 153     | 154                 | 38               | 160                  | 128                      | 71                   |
| 134      | Lào                         | 100                   | 145     | 105                 | 159              | 41                   | 112                      | 123                  |
| 135      | Guyana                      | 158                   | 68      | 75                  | 154              | 116                  | 118                      | 97                   |
| 136      | Niger                       | 120                   | 128     | 101                 | 88               | 157                  | 51                       | 143                  |
| 137      | Bahrain                     | 115                   | 105     | 159                 | 77               | 82                   | 157                      | 93                   |
| 138      | Tonga                       | 85                    | 70      | 161                 | 162              | 84                   | 79                       | 149                  |
| 139      | Haiti                       | 132                   | 92      | 144                 | 140              | 119                  | 53                       | 115                  |
| 140      | Cộng hoà Congo              | 144                   | 137     | 68                  | 124              | 74                   | 120                      | 137                  |
| 141      | Guiné-Bissau                | 57                    | 151     | 163                 | 73               | 152                  | 91                       | 121                  |
| 142      | Suriname                    | 134                   | 80      | 114                 | 105              | 95                   | 151                      | 132                  |
| 143      | Bénin                       | 87                    | 143     | 117                 | 127              | 162                  | 66                       | 109                  |
| 144      | Sierra Leone                | 152                   | 129     | 151                 | 83               | 114                  | 129                      | 161                  |
| 145      | Campuchia                   | 153                   | 89      | 86                  | 138              | 151                  | 138                      | 65                   |
| 146      | Mozambique                  | 147                   | 127     | 106                 | 65               | 133                  | 93                       | 153                  |
| 147      | Gabon                       | 151                   | 158     | 81                  | 96               | 58                   | 152                      | 128                  |
| 148      | Bờ Biển Ngà                 | 126                   | 116     | 120                 | 156              | 92                   | 95                       | 129                  |
| 149      | Cộng hòa Dân chủ Congo      | 138                   | 162     | 91                  | 155              | 106                  | 63                       | 127                  |
| 150      | Belize                      | 112                   | 36      | 143                 | 113              | 147                  | 141                      | 158                  |
| 151      | Trung Phi                   | 58                    | 159     | 148                 | 146              | 142                  | 89                       | 108                  |
| 152      | Venezuela                   | 149                   | 154     | 118                 | 91               | 85                   | 156                      | 104                  |
| 153      | Papua New Guinea            | 137                   | 94      | 130                 | 98               | 93                   | 161                      | 157                  |
| 154      | Guinea Xích Đạo             | 157                   | 147     | 111                 | 160              | 52                   | 163                      | 102                  |
| 155      | Syria                       | 140                   | 152     | 131                 | 142              | 104                  | 147                      | 88                   |
| 156      | Angola                      | 163                   | 148     | 119                 | 153              | 44                   | 117                      | 163                  |
| 157      | Mali                        | 143                   | 124     | 155                 | 139              | 143                  | 57                       | 142                  |
| 158      | Mauritanie                  | 141                   | 56      | 95                  | 143              | 163                  | 158                      | 161                  |
| 159      | Tchad                       | 124                   | 135     | 127                 | 145              | 131                  | 126                      | 140                  |
| 160      | Yemen                       | 108                   | 155     | 157                 | 128              | 125                  | 137                      | 119                  |
| 161      | Iraq                        | 162                   | 156     | 158                 | 115              | 87                   | 153                      | 135                  |
| 162      | Libya                       | 150                   | 163     | 145                 | 112              | 154                  | 97                       | 156                  |
| 163      | Afghanistan                 | 159                   | 115     | 152                 | 135              | 155                  | 140                      | 131                  |